# Brachysteleum convolutifolium
Brachysteleum convolutifolium là một loài rêu trong họ Ptychomitriaceae. Loài này được J. Shaw mô tả khoa học đầu tiên năm 1878.
Danh pháp khoa học của loài này chưa được làm sáng tỏ. 